# Lapsias
Lapsias Simon, 1900 è un genere di ragni appartenente alla famiglia Salticidae.

## Distribuzione e habitat
Le quattro specie oggi note di questo genere sono state rinvenute in Venezuela e sono tutte endemismi.

## Tassonomia
I generi Lapsias, Galianora e Thrandina sono classificati come Lapsiini, anche se in forma non ufficiale; sono ritenuti generi basali dei Salticidae pur se posti al di fuori del gruppo Salticoida (che raggruppa circa il 90% delle specie di questa famiglia).
Mentre Galianora e Thrandina sono generi con varie caratteristiche in comune, Lapsias non è chiaro se forma un clade con loro o se si tratta di simplesiomorfia .
A dicembre 2020, si compone di sette specie:
- Lapsias canandea Maddison, 2012 - Ecuador
- Lapsias ciliatus Simon, 1900 — Venezuela
- Lapsias cyrboides Simon, 1900 — Venezuela
- Lapsias estebanensis Simon, 1900[3] — Venezuela
- Lapsias guamani Maddison, 2012 — Ecuador
- Lapsias lorax Maddison, 2012 — Ecuador
- Lapsias tovarensis Simon, 1901 — Venezuela

### Specie trasferite
- Lapsias guianensis Caporiacco, 1947; trasferita al genere Cobanus F. O. P.-Cambridge, 1900 a seguito di un lavoro degli aracnologi Ruiz & Brescovit del 2008[1]

### Nomen dubium
- Lapsias melanopygus Caporiacco, 1947; gli esemplari juvenili, reperiti in Guyana, a seguito di uno studio di Ruiz & Brescovit del 2008 sono da ritenersi nomina dubia (per Brescovit potrebbero anche appartenere al genere Frigga C. L. Koch 1850)[1]